# Karlie Kloss
Karlie Kloss (ur. 3 sierpnia 1992 w Chicago) – amerykańska modelka.

## Życiorys
Karlie Kloss urodziła się 3 sierpnia 1992 roku w Chicago. Jej rodzice nazywają się Tracy oraz Kurt Kloss, a swoje imię dostała po kompozytorce Carly Simon. Ma trzy siostry: Kristine, oraz dwie bliźniaczki, Kimberly i Kariann które są najmłodszymi córkami. Jej rodzina posiada duńskie, niemieckie, oraz polskie korzenie.
W 1994 roku przeprowadziła się razem z rodziną z Chicago do Saint Louis, gdzie w 2002 roku rozpoczęła naukę w szkole baletowej. W 2007 roku jej zdjęcia pojawiły się w magazynie Teen Vogue, a we wrześniu zadebiutowała na pokazie mody w Nowym Jorku.
21 grudnia 2008 roku V.com uznało Kloss najlepszą modelką sezonu wiosenno-letniego 2008 roku. W grudniu 2011 znajdowała się na 3 pozycji w rankingu najlepszych modelek świata według portalu models.com. Od 2011 do 2015 roku pracowała dla marki Victoria’s Secret, od 2013 roku była aniołkiem. Z zamiłowania zajmuje się programowaniem. W kwietniu 2015 brała udział w uruchomieniu szkoły programowania dla młodych dziewcząt. Stworzyła markę własnych ciastek pod nazwą „Karlie's Cookies”.
W 2015 roku uruchomiła własny kanał w serwisie YouTube o nazwie Klossy. W 2016 pojawiła się w filmie Zoolander 2 (występ cameo).
Jej partnerem od 2012 roku jest biznesmen Joshua Kushner, brat Jareda Kushnera. Zaręczyli się 24 lipca 2018, a pobrali 18 października 2018.